# Datazione argon-argon
La datazione argon-argon (o 40Ar/39Ar) è un metodo di datazione radiometrica sviluppato per ovviare ai problemi di inaccuratezza della datazione potassio-argon (K/Ar), da cui deriva. 
Il metodo (K/Ar) richiedeva di scindere in due parti il campione, per misurare separatamente il potassio e l'argon, mentre il nuovo metodo richiede soltanto un frammento di roccia o granulo di minerale e ricorre a una misurazione singola degli isotopi dell'argon.
La datazione 40Ar/39Ar si basa sull'irradiazione neutronica emessa da un reattore nucleare per convertire la forma stabile del potassio (39K) nel radioattivo 39Ar.
Irradiando contemporaneamente un campione standard di età nota e il campione da analizzare, è possibile utilizzare una misurazione singola degli isotopi dell'argon per trovare il rapporto 40K/40Ar*, e calcolare così l'età del campione. 40Ar* è l'isotopo radiogenico dell' 40Ar, prodotto dal decadimento radioattivo del 40K. 
40Ar* non include l'argon atmosferico assorbito nella superficie o risultante dalla diffusione; il suo valore calcolato deriva dalla misurazione dell' 36Ar (che si assume essere di origine atmosferica) e assumendo che 40Ar mantenga un rapporto costante rispetto all' 36Ar nei gas dell'atmosfera.

## Metodica
Il campione viene generalmente triturato, dopodiché si seleziona manualmente un singolo cristallo o frammento di roccia che viene analizzato. Il frammento viene irradiato per produrre 39Ar a partire dal 39K presente. Il campione viene poi degassato in uno spettrometro di massa ad alto vuoto, e riscaldato con laser o resistenza termica. Il calore provoca la degradazione della struttura cristallina del minerale e la liberazione dei gas intrappolati.
I gas liberati in genere comprendono quelli presenti nell'atmosfera, come anidride carbonica, vapore acqueo, azoto e argon; ma possono includere anche gas radiogenici come argo e elio, generati dal normale decadimento radioattivo nel corso del tempo. L'abbondanza del 40Ar* aumenta con l'età del campione, tenendo conto che il tasso di incremento decresce esponenzialmente con l'emivita del 40K, che è di 1,248 miliardi di anni.

## L'equazione per il calcolo dell'età
L'età t di un campione è data dalla seguente equazione:
{\displaystyle t={\frac {1}{\lambda }}\ln(J\times R+1)}
dove λ è la costante di decadimento radioattivo del 40K (approssimativamente 5,5 x 10−10 anno−1, che corrisponde a un'emivita di circa 1,25 miliardi di anni), J è il parametro associato al processo di irradiamento e R è il rapporto tra 40Ar*/39Ar. 
Il fattore J si riferisce alla fluenza (energia radiante per unità di area) del bombardamento elettronico durante il processo di irradiamento. All'aumentare della densità del flusso elettronico, aumenta la quantità di atomi di 39K convertita in 39Ar.

## Datazione relativa
Il metodo 40Ar/39Ar permette di ottenere solo datazioni relative. Per calcolare un'età con questo metodo, il parametro J deve essere determinato irradiando contemporaneamente il campione in esame e uno di età nota, che funziona da standard di riferimento. L'età del campione standard deve essere stata preventivamente calcolata attraverso un altro metodo, il più usato dei quali è la convenzionale datazione al potassio-argon.
Un metodo alternativo di calibrazione dello standard è quella astronomica (chiamata tuning orbitale), che però produce delle età leggermente diverse.

## Ricalibrazione
La datazione argon-argon presenta delle leggere discrepanze rispetto ad altri metodi di datazione. Secondo alcuni autori è necessaria una correzione dello 0,65%.
L'estinzione di massa del Cretaceo-Paleocene (che portò alla scomparsa dei dinosauri), precedentemente datata a 65,0 o 65,5 milioni di anni fa, viene ora più accuratamente datata a 66,0 milioni di anni fa. Analogamente l'estinzione di massa del Permiano-Triassico viene ora datata a 252,5 milioni di anni fa, che coincide con l'età determinata con altri metodi per il flusso basaltico del trappo siberiano.

## Metodica iniziale
La tecnica 39argon/40argon, è stata proposta per la prima volta agli inizi degli anni 1950, ma in una variante differente. Utilizzava un flusso di neutroni termici invece che di neutroni rapidi, che provocano le seguenti reazioni nucleari:
- {\displaystyle _{18}^{40}\mathrm {Ar} ~(\mathrm {n} ,\mathrm {\gamma } )~_{18}^{41}\mathrm {Ar} }
- {\displaystyle _{18}^{36}\mathrm {Ar} ~(\mathrm {n} ,\mathrm {\gamma } )~_{18}^{37}\mathrm {Ar} }
- {\displaystyle _{19}^{41}\mathrm {K} ~(\mathrm {n} ,\mathrm {\gamma } )~_{19}^{42}\mathrm {K} }

Gli isotopi 41argon, 37argon e 42potassio sono tutti radioattivi, con emivita compresa tra 1,82 ore per l' 41argon e 35,1 giorni per l' 37argon. si può pertanto calcolarne la quantità osservando la loro attività e determinando così la correzione da apportare per l'argon atmosferico (la cui quantità è correlata a quella dell' 36argon), la quantità di 40argon e il tenore in potassio (correlato alla quantità di 42potassio).

## Reazioni nucleari parassite
La reazione nucleare utile ai fine della datazione delle rocce è la trasmutazione del 39K in 39Ar, che però non è l'unica che avviene nel campione irradiato. Occorre pertanto apportare delle correzioni che tengano conto delle seguenti reazioni:
- {\displaystyle _{20}^{40}\mathrm {Ca} ~(\mathrm {n} ,\mathrm {n\alpha } )~_{18}^{36}\mathrm {Ar} }
- {\displaystyle _{20}^{42}\mathrm {Ca} ~(\mathrm {n} ,\mathrm {\alpha } )~_{18}^{39}\mathrm {Ar} }
- {\displaystyle _{19}^{40}\mathrm {K} ~(\mathrm {n} ,\mathrm {p} )~_{18}^{40}\mathrm {Ar} }

Per questo occorre sfruttare la reazione:
- {\displaystyle _{20}^{40}\mathrm {Ca} ~(\mathrm {n} ,\mathrm {\alpha } )~_{18}^{37}\mathrm {Ar} }

Si confronta a questo punto il rapporto isotopico dell'argon ottenuto tramite spettrometria di massa con quello ottenuto dall'irradiazione di un campione standard di calcio, per quantificare la quantità di argon apportata da ciascuna reazione parassita, in modo da isolare quella dovuta alla sola trasmutazione del 39K in 39Ar, che è quella che ci interessa.